# Стадион „Артемио Франки“
Стадион „Артемио Франки“ (на италиански: Stadio Artemio Franchi) е футболен стадион във Флоренция, Италия, и на него играе домакинските си срещи отборът на Фиорентина.
Съоръжението е построено през 1931 г. и разполага с капацитет от 47 282 места. Архитект на стадиона е известния Пиер Луиджи Нерви, а самата сграда е един от най-красивите образци на архитектурата от 20 век в града.
Стадионът е изграден изцяло от стоманобетон и е придружен от 70-метрова кула, наречена Маратонската кула. Чрез нея може да се стигне от приземния етаж до горната част на централната трибуна.
Първоначално стадионът се е наричал Стадио комунале („Общински стадион“), но през 1991 г. е прекръстен в чест на бившия президент на италианската футболна асоциация Артемио Франки.
Съоръжението е основно реконструирано, за да посрещне Световно първенство по футбол 1990. Ремонтните дейности включват премахване на състезателната писта и увеличаване на броя на седящите места.
Официалният рекорд за най-много зрители на Артемио Франки е 58 271 души и е поставен на 25 ноември 1984 г. на мач от Серия А между отборите на Фиорентина и Интер.